# Gelderland (schip, 1878)
Stoomschip Gelderland was een passagiers- en vrachtschip met onder meer Rotterdam-Nederlands-Indië als vaarroute. Dit zeil-stoomschip werd in 1877 te water gelaten; maar pas in 1881 omgedoopt tot Gelderland. In 1897 is Gelderland na het oplopen van onherstelbare schade uit de vaart genomen en gesloopt.

## Geschiedenis
Het schip werd op de Engelse scheepswerf Raylton, Dixon & Co. te Middlesbrough gebouwd en in 1877 als ss Wyberton te water gelaten.
De oudstbekende incident van het schip dateert van 5 september 1878, toen het strandde bij Kaap Trafalgar op het Acyterarif, nabij Spanje.
In 1881 werd de Wyberton aanvankelijk omgedoopt tot ss Zeeland, maar later dat jaar kreeg het de naam ss Gelderland, welke zou beklijven.

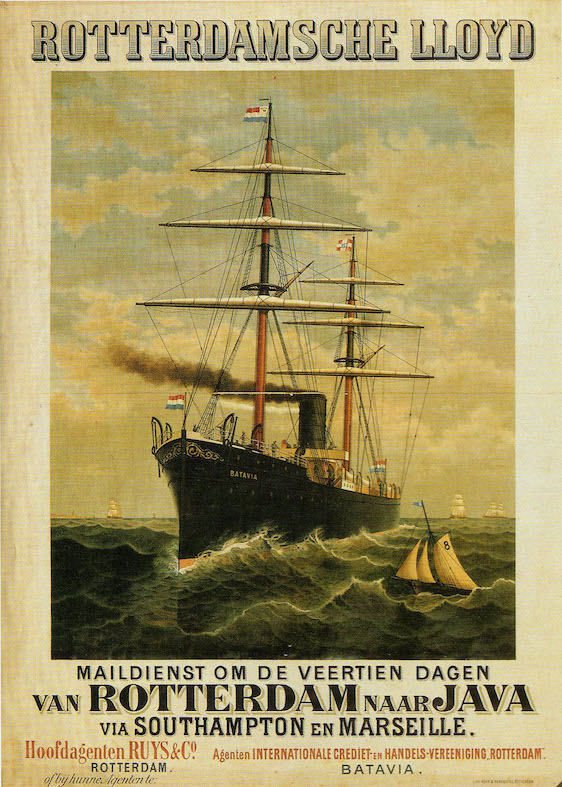
reclame van de Rotterdamsche Lloyd voor de route van Rotterdam naar Java.

In 1883 kwam het schip op weg van Rotterdam naar Java gedurende het traject van Southhampton tot Marseille in zwaar weer en leed het veel schade, hoewel het schip dichtbleef en de machine nog steeds uitstekend werkte. S. Otto, toenmalig kapitein van de Gelderland, meende dan ook dat de boot zich wederom had bewezen als een sterk betrouwbaar en uitstekend zeeschip.
Een jaar later, op weg naar Batavia, ontstond er brand in de lading toen het schip op het Suezkanaal was. Na de nodige reparaties zette het schip de tocht voort.  
In 1889 werd het schip omgebouwd tot pure vrachtschip, door het uitslopen van de passagiersverblijven. Een aanzienlijk langere schoorsteen werd aangebracht.

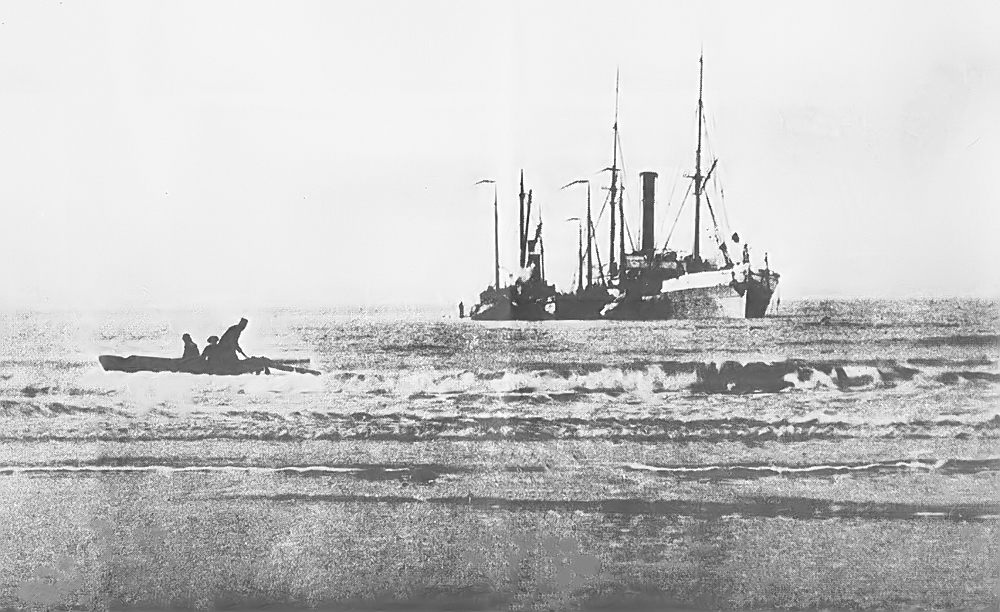
De stranding van 1897 tussen paal 116 en 117.

Op 24 januari 1897 brak de Gelderland bij het lichtschip Noord-Hinder haar krukas. Zij liep aan de grond en werd door de Engelse Rallus teruggesleept naar Hoek van Holland. Daar braken de sleeptrossen en liep zij, vlak langs de noordpier van de Nieuwe Waterweg tussen paal 116 en 117 weer vast. Herstel was niet meer mogelijk en het schip werd daarom eind april 1897 tijdens een openbare veiling voor 30.400 gulden aan de sloop gegeven.

## Gelijknamige schepen
Er zijn meerdere schepen met de naam Gelderland. In volgorde van bouwjaar zijn deze met name;
- 1598: Gelderland, een VOC-schip
- 1850: Gelderland, een Nederlands vrachtschip.[7]
- 1885: Gelderland, een passagiersschip uit Tiel[8]
- 1900: Gelderland, een Nederlands vrachtschip.[9]
- 1900: Hr. Ms. Gelderland, een Nederlands pantserdekschip.
- 1921: Gelderland, een Nederlandse stoom-aangedreven zeesleepboot.[10]
- 1982: Gelderland, een Nederlandse blusboot.